# Euskadiko Sozialisten Batasuna
Euskadiko Sozialisten Batasuna (ESBA) fou una organització política fundada al País Basc com a secció basca del Frente de Liberación Popular i equivalent al Front Obrer Català. Va existir entre el 1959 i el 1969, i els seus principals dirigents foren l'advocat José Ramón Recalde i Luciano Rincón. El 1962 foren detinguts a Sant Sebastià els militants d'ESBA José Ramón Recalde, la seva companya, Teresa Castells, Ángel Uresberueta, l'escriptor Luis Martín Santos, Arquímedes Erauskin i Carlos López, entre d'altres. El 1965 també fou empresonat l'advocat de Recalde, Miguel Castells, per negar-se a pagar la multa que li imposaren per denunciar les tortures.
El grup va desaparèixer el 1969, degut a la repressió policial i a les fortes contradiccions internes que els faran dispersar-se entre organitzacions molt diferents. Alguns antics dirigents d'ESBA van influir en la VI Assemblea d'ETA realitzada el 1970, en què la majoria dels delegats van aprovar aproximar-se al marxisme revolucionari i abandonar les tesis nacionalistes.